# Industry Giant
Industry Giant är ett datorspel från 1998 utvecklat av JoWood Productions och utgivet av Interactive Magic. Uppföljaren, Industry Giant II, släpptes 2002.